# 海道龍一朗
海道 龍一朗（かいとう りゅういちろう、1959年2月19日 - ）は、日本の作家。

## 来歴
2003年『真剣 新陰流を創った男、上泉伊勢守信綱』でデビューし、同作で第10回中山義秀文学賞候補となる。2010年『天佑、我にあり』で第1回山田風太郎賞候補、第13回大藪春彦賞候補。

## 著書
- 『真剣 新陰流を創った男、上泉伊勢守信綱』（2003年10月 実業之日本社 / 2005年12月 新潮文庫）
  - 【改題】『真剣 新陰流を創った漢、上泉伊勢守信綱』（2012年12月 講談社文庫【上・下】）
- 『乱世疾走 禁中御庭者綺譚』（2004年12月 実業之日本社 / 2007年12月 新潮文庫 / 2013年5月 講談社文庫【上・下】）
- 『惡忍 加藤段蔵無頼伝』（2006年6月 双葉社 / 2009年12月 双葉文庫）
  - 【改題】『加藤段蔵無頼伝 I 惡忍』（2019年8月 双葉文庫）
- 『後北條龍虎伝』（2006年7月 新潮社）
  - 【改題】『北條龍虎伝』（2009年1月 新潮文庫 / 2013年9月 講談社文庫）
- 『百年の亡国』（2006年9月 実業之日本社）
  - 【改題】『百年の亡国 憲法破却』（2010年4月 講談社文庫）
- 『天佑、我にあり』（2010年8月 講談社）
  - 【改題】『天海譚 戦川中島異聞 天佑、我にあり』（2012年8月 講談社文庫）
- 『早雲立志伝』（2011年1月 角川書店 / 2013年7月 角川文庫 / 2017年8月 集英社文庫）
- 『修羅 加藤段蔵無頼伝』（2012年2月 双葉社【上・下】）
  - 【改題】『加藤段蔵無頼伝 II 修羅』（2019年10月 双葉文庫【上・下】）
- 『華、散りゆけど 真田幸村 連戦記』（2012年11月 集英社 / 2014年11月 集英社文庫）
- 『我、六道を懼れず 真田昌幸 連戦記』（2013年9月 PHP研究所）
  - 【改題】『我、六道を懼れず【立志編】 真田昌幸 連戦記』（2016年1月 PHP文芸文庫【上・下】）
- 『室町耽美抄 花鏡（2015年10月 講談社 / 2017年3月 講談社文庫）
- 『我、六道を懼れず【立国編】 真田昌幸 連戦記』（2016年3月 PHP研究所 / 2018年3月 PHP文芸文庫【上・下】）